# Kchiŭkch

Korejský znak Kchiŭkch

Kchiŭkch (znak ㅋ, korejsky 키읔) je znak korejské abecedy. Do češtiny se přepisuje pomocí shluku písmen kch, neboť v mluvené korejštině kchiŭkch odpovídá přidechované neznělé velární plozivě. Znak je přímo odvozen od znaku kiŭk (ㄱ), který značí nepřidechovanou velární plozivu, a čárka navíc značí právě přidaný přídech. 
Revidovaná romanizace korejštiny přepisuje kchiŭkch jako obyčejné k a McCuneova–Reischauerova romanizace korejštiny jej přepisuje s přidaným apostrofem značícím přídech: k’.  Cholodovičova cyrilizace korejštiny jej přepisuje jako кх nebo к.

## Varianty a Unicode
| Typ                                      | Typ                                      | Písmeno | Hodnota unicode | HTML kódování |
| ---------------------------------------- | ---------------------------------------- | ------- | --------------- | ------------- |
| Znaky pro kompatibilitu s KS X 1001:1998 | Znaky pro kompatibilitu s KS X 1001:1998 | ㅋ      | U+314B          | &#12619;      |
| Běžné znaky                              | Počáteční                                | ᄏ      | U+110F          | &#4367;       |
| Běžné znaky                              | Koncové                                  | ᆿ        | U+11BF          | &#4543;       |
| Kódování Hanjang                         | Počáteční                                |        | U+F7F5[zdroj⁠?!] | &#63477;      |
| Kódování Hanjang                         | Koncové                                  |        | U+F8EB[zdroj⁠?!] | &#63723;      |
| S poloviční šířkou                       | S poloviční šířkou                       | ﾻ       | U+FFBB          | &#65467;      |